# 皓月集团
吉林省长春皓月清真肉业股份有限公司（英語：Hao Yue Group）是中華人民共和國吉林省長春市一家肉食公司集團，1998年成立，是吉林省農產品加工業企業。

## 出口
- 加工熟食10萬噸
- 生產皮革50萬張
- 有機肥料5萬噸
- 生物製品1200噸

## 每年屠宰
- 肉牛50萬頭
- 肉羊200萬隻

皓月集團生產加工按伊斯蘭教規定程序，是民族清真品牌。牛種源自西歐入口肥牛，國內畜牧生產加工，出口外國。

## 外部參考
- 吉林省長春皓月清真肉業集團 （页面存档备份，存于）
- 2010年12月7日: 皓月肉牛出口，占中國內地出口量1半[永久]